# Gynoplistia yarra
Gynoplistia yarra là một loài ruồi trong họ Limoniidae. Chúng phân bố ở miền Australasia.